# Сент-Матайас (тауншип, Миннесота)
Сент-Матайас (англ. St. Mathias) — тауншип в округе Кроу-Уинг, Миннесота, США. На 2000 год его население составило 490 человек.

## География
По данным Бюро переписи населения США площадь тауншипа составляет 93,4 км², из которых 92,1 км² занимает суша, а 1,2 км² — вода (1,33 %).

## Демография
По данным переписи населения 2000 года здесь находились 490 человек, 169 домохозяйств и 138 семей.  Плотность населения —  5,3 чел./км².  На территории тауншипа расположено 192 постройки со средней плотностью 2,1 построек на один квадратный километр. Расовый состав населения: 97,96 % белых, 0,41 % афроамериканцев, 0,20 % коренных американцев, 0,61 % — других рас США и 0,82 % приходится на две или более других рас. Испанцы или латиноамериканцы любой расы составляли 1,43 % от популяции тауншипа.
Из 169 домохозяйств в 41,4 % воспитывались дети до 18 лет, в 71,6 % проживали супружеские пары, в 5,3 % проживали незамужние женщины и в 18,3 % домохозяйств проживали несемейные люди. 14,2 % домохозяйств состояли из одного человека, при том 4,7 % из — одиноких пожилых людей старше 65 лет. Средний размер домохозяйства — 2,90, а семьи — 3,24 человека.
32,2 % населения — младше 18 лет, 6,1 % — в возрасте от 18 до 24 лет, 28,4 % — от 25 до 44, 24,3 % — от 45 до 64, и 9,0 % — старше 65 лет. Средний возраст — 34 года. На каждые 100 женщин приходилось 105,0 мужчин.  На каждые 100 женщин старше 18 приходилось 108,8 мужчин.
Средний годовой доход домохозяйства составлял 43 462 доллара, а средний годовой доход семьи —  44 519 долларов. Средний доход мужчин —  35 625  долларов, в то время как у женщин — 20 938. Доход на душу населения составил 15 761 доллар. За чертой бедности находились 4,7 % семей и 3,0 % всего населения тауншипа, из которых 0,6 % младше 18 и 5,7 % старше 65 лет.